# USS LST-855
O USS LST-855 foi um navio de guerra norte-americano da classe LST que operou durante a Segunda Guerra Mundial.